# 마르크 뤼터
마르크 뤼터(네덜란드어: Mark Rutte, 네덜란드어 발음: [ˈmɑr(ə)k ˈrʏtə] ( 듣기), 1967년 2월 14일~)는 네덜란드의 총리이다. 자유민주국민당(VVD) 대표를 지냈으며 2010년 10월 14일 총리에 취임했다. 네덜란드 역사상 최장기 재임 총리였으며, 2024년 7월 2일 총리에서 물러났다.

## 생애
정계 입문 전 유니레버에 근무했다. 2002년 총선 후 자유민주국민당이 얀 페터르 발케넨더 총리의 연정에 참여하면서 사회복지고용장관에 지명됐다. 2003년 총선에서 하원 의원에 당선됐다. 2004년 2기 발케넨더 내각의 교육문화과학장관이 됐다. 2006년 지방선거에서 자유민주국민당이 대패한 후 요지아스 판 아르천 대표에 이어 당대표가 됐고 장관직을 사임했다. 2006년 총선에서 6석을 잃긴 했지만 제2야당이 돼 원내 위상을 유지했다.

### 네덜란드 총리 (2010~2024년)

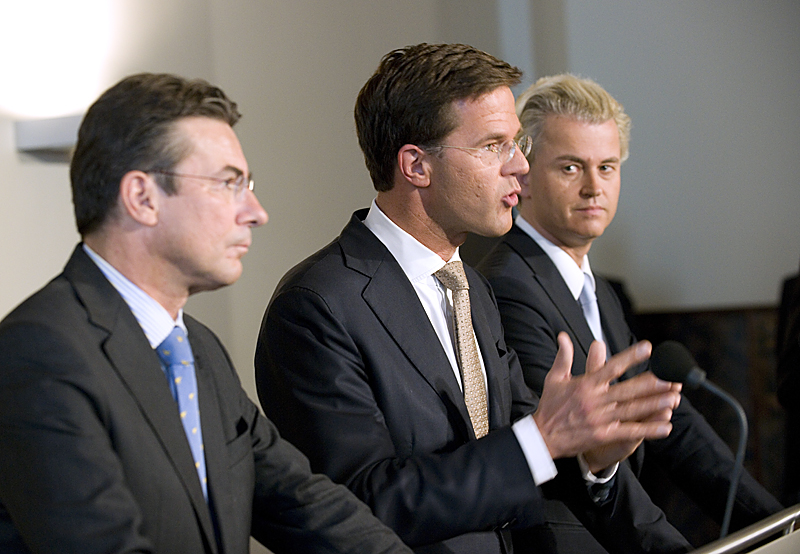
부총리 막심 페르하겐 및 연정 파트너 헤르트 빌더스와 첫 내각을 발표하는 뤼터 (2010년 9월)

2010년 총선에서 자유민주국민당은 당 역사상 처음으로 원내 1당이 됐다. 긴 연정 협상 끝에 2010년 10월 14일 총리로 취임하여 92년 만에 첫 리버럴 총리이자 네덜란드 역사상 두 번째로 젊은 총리가 됐다.
2014년 4월 예산 협상이 결렬돼 뤼터 정부는 와해됐고 이어진 조기 총선에서 자유민주국민당은 당 역사상 가장 큰 승리를 거둔다. 총리로 복귀한 뤼터는 자유민주국민당(VVD), 노동당(PvdA) 연정을 이끌었다. 이 내각은 1998년 이후 처음으로 4년 임기를 채운다. 2017년 총선에서 자유민주국민당은 의석을 잃었지만 여전히 원내 1당을 유지했다. 기록적인 길이의 협상 끝에 자유민주국민당(VVD), 기독민주당(CDA), 민주66(D66), 기독연합당(CU)이 새 연정을 구성했고 2017년 10월 세 번째 총리 임기를 시작했다.

세무 당국이 다수 주민에 대해 아동수당을 부정 수급했다는 거짓 혐의를 제기한 스캔들이 발생하자 2021년 1월 뤼터 내각은 사임했다. 하지만 2021년 총선에서 자유민주국민당은 4연속 원내 1당이 됐고 또 한 번 기록적 길이의 협상 끝에 2022년 네 번째 임기에 들어간다. 정치 스캔들에서 평판을 손상시키지 않고 빠져나오는 능력 때문에 '테플론 마르크'라는 별명을 얻었다. 2022년 8월 2일 뤼트 뤼버르스(1982~1994)를 제치고 네덜란드 역사상 가장 오래 재임한 총리가 됐다. 연정 내에서 난민 정책에 대한 합의점을 찾지 못하자 2023년 7월 7일 사임을 발표했고, 이어 10일에는 정계 은퇴를 선언했다.
"더는 자유민주당 대표직을 수행하는 것이 불가능하다고 판단하였습니다. 총선 이후 새 연정이 출범하면 정계를 떠날  계획입니다."— 2023년 7월 10일, 정계 은퇴를 선언하며

2023년 총선 이후 총리직을 대행(caretaker)하다가, 2024년 딕 스호프 신임 총리가 취임하면서 물러났다.

### 나토 사무총장 (2024년~현재)
뤼터는 러시아의 우크라이나 침략 전쟁이 장기화하고 미국 대선이 얼마 남지 않은 시기에 나토 사무총장직에 취임하였다. 그는 방위비 확충, 아시아·태평양 지역 파트너와의 관계 강화, 우크라이나 지원 등 세 가지를 나토의 향후 최우선 과제로 꼽았다. 취임 후 첫 브리핑에서 그는 “호주와 일본, 뉴질랜드, 한국이 나토 국방장관회의에 사상 처음으로 참석할 예정”이라고 말하기도 했다.

## 한국과의 관계
2016년 9월 국빈방한하여 박근혜 대통령과 정상회담을 하였다. 이 회담으로 양국은 수교 55주년을 맞아 양국 간 우호협력 관계를 '포괄적·미래지향적 동반자 관계'로 격상하기로 하였다. 그는 서울 신라호텔에서 열린 한·네덜란드 경제사절단 만찬에서 "한국과 네덜란드 양국에 새로운 비즈니스의 성공을 가져올 수 있는 많은 새로운 기회와 파트너십이 만들어지기를 희망한다"고 말하였다.
"양국 관계는 역동적이요, 미래를 위한 많은 약속을 제시합니다....양국과 같이 개방적이고 서로 연결된 사회에서는 창조산업이야말로 가장 큰 역할을 할 것입니다....서로 도울 것들이 많이 있습니다."— 뤼터 총리의 한·네덜란드 경제사절단 만찬사 중 (2016년 9월 27일)

 또 국빈방한 기간 서울시를 찾아 '서울시 명예시민증'을 받고 자전거 220대를 선물하였다. 이 자전거는 서울시 공공자전거 따릉이로 쓰이게 된다.

## 갤러리

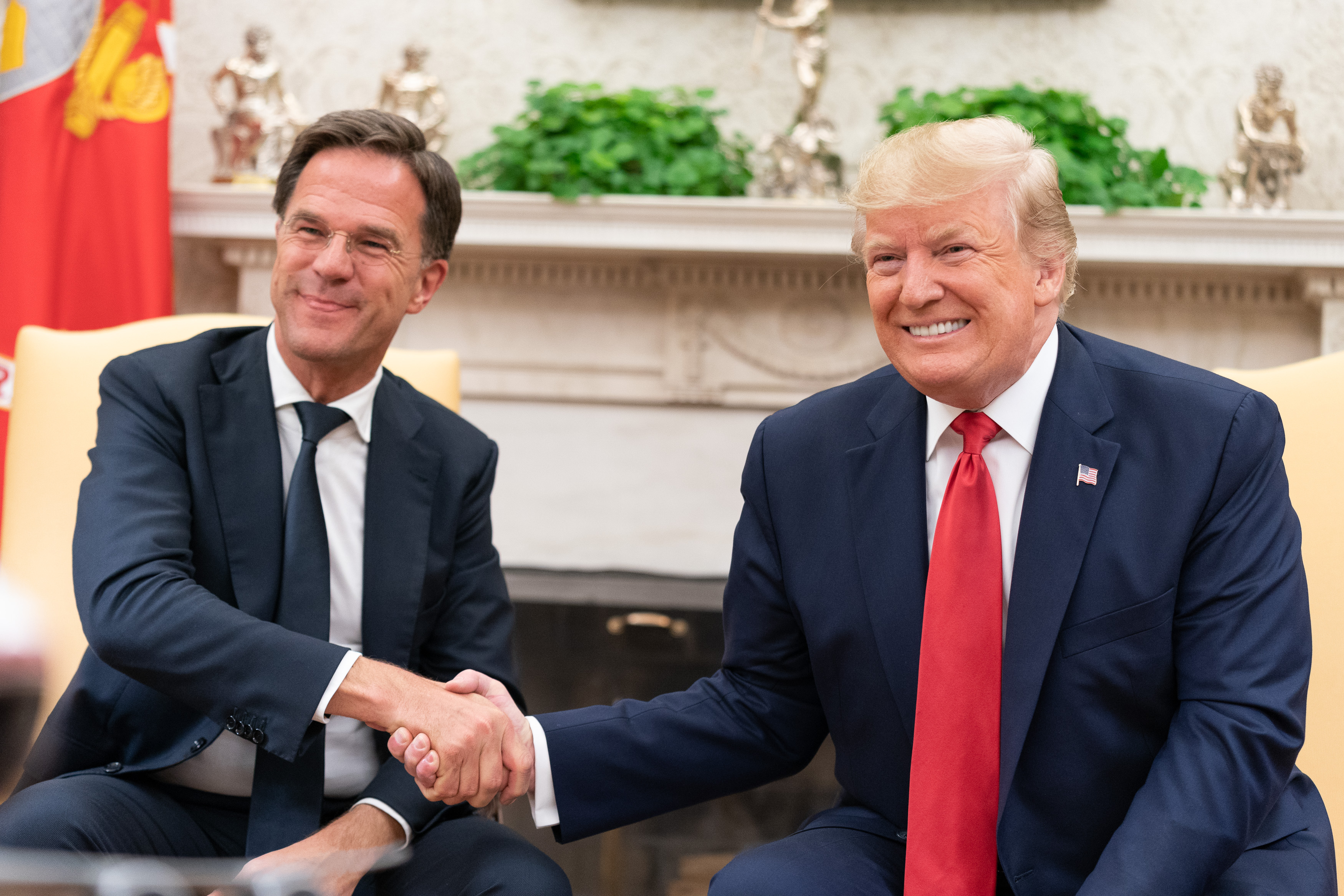
트럼프 미국 대통령과 (2019년 6월)
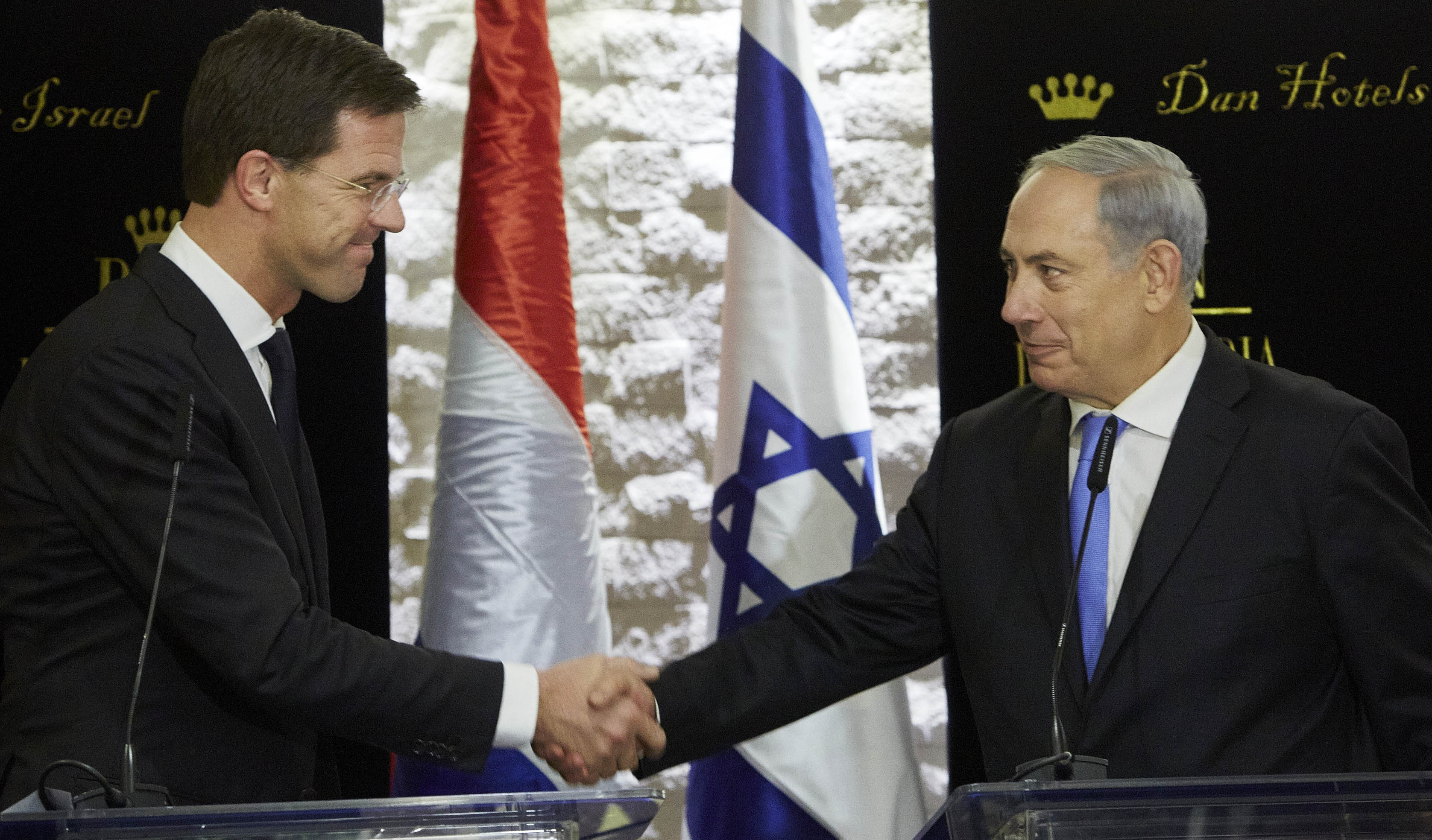
네타냐후 이스라엘 총리와 (2013년 12월)
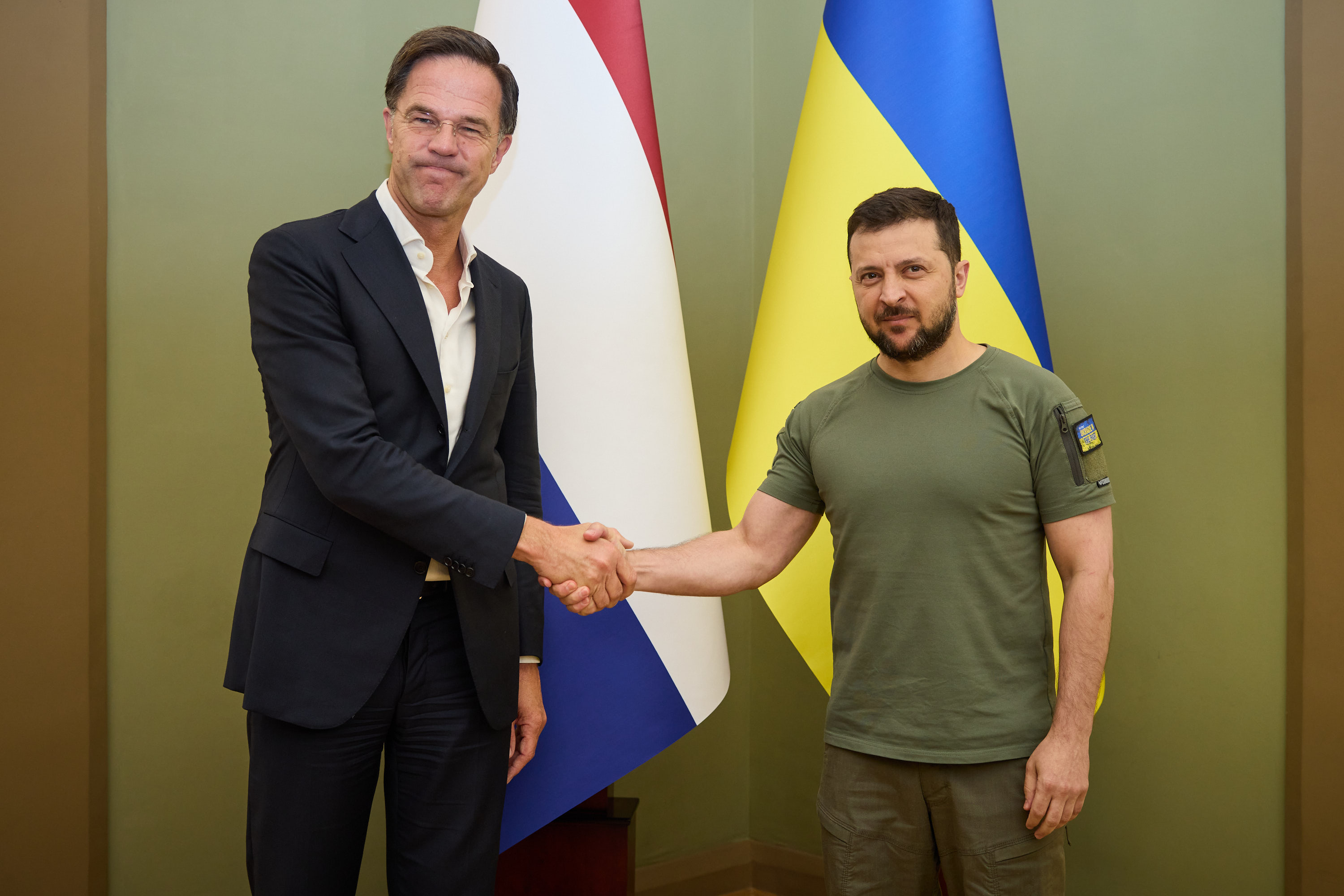
젤렌스키 우크라이나 대통령과 (2022년 7월)